# Yarebkovitsa
Yarebkovitsa (en bulgare Яребковица) est un village abandonné situé dans l'ouest de la Bulgarie. Il fait partie de la municipalité de Samokov.

## Géographie
Le village de Yarebkovitsa est situé dans l'ouest de la Bulgarie, à 53 km au sud de la capitale Sofia. Il se trouve au sommet de la montagne Vérila, non loin de mont Golyam Debelets qui est sont point culminant. Il est exposé au nord-est. Plusieurs routes en terre, en mauvais état, permettent d'accéder au village depuis les villages de Drén, Klissoura, Kraynitsi et Yarlovo.
Le village se compose de plusieurs hameaux qui se sont rapidement dépeuplés pendant la période 1955-1975 du fait de l'absence d'une route goudronnée accessible en toutes saisons et de confort moderne (électricité, eau courante). Compte tenu de son dépeuplement, le village a été rattaché au village de Kovatchévtsi.
| 1934 | 1946 | 1956 | 1965 | 1975 | 1992 | 2001 | 2011 | 2021 |
| ---- | ---- | ---- | ---- | ---- | ---- | ---- | ---- | ---- |
| 484  | 537  | 424  | 131  | 57   | 9    | 4    | 1    | 0    |

| 2024 | - | - | - | - | - | - | - | - |
| ---- | - | - | - | - | - | - | - | - |
| 0    | - | - | - | - | - | - | - | - |

## Histoire
D'après la mémoire locale qui s'est transmise oralement, les racines des habitants de ce village se situent dans le village de Tchouïpetlovo, situé 10 km au nord. Attaqués par des soldats ottomans, plusieurs clans du village de Tchouïpetlovo décidèrent de s'installer dans les montagnes environnantes, où ils faisaient paître leurs animaux en été, et, notamment, à Yarebkovitsa, Lissets et à Plana. Les hameaux actuels de Yarebkovitsa portent le nom des familles qui s'y sont installées. Selon d'autres versions, la raison du déplacement aurait été la croissance rapide de la population et les difficultés de subsistance, ce qui a amené certaines familles à s'installer sur les lieux de pâturage de leurs animaux.